# FCRLA
FCRLA (англ. Fc receptor like A) – білок, який кодується однойменним геном, розташованим у людей на короткому плечі 1-ї хромосоми.  Довжина поліпептидного ланцюга білка становить 359 амінокислот, а молекулярна маса — 38 927.
| 10         |  | 20         |  | 30         |  | 40         |  | 50         |
| ---------- |  | ---------- |  | ---------- |  | ---------- |  | ---------- |
| MKLGCVLMAW |  | ALYLSLGVLW |  | VAQMLLAASF |  | ETLQCEGPVC |  | TEESSCHTED |
| DLTDAREAGF |  | QVKAYTFSEP |  | FHLIVSYDWL |  | ILQGPAKPVF |  | EGDLLVLRCQ |
| AWQDWPLTQV |  | TFYRDGSALG |  | PPGPNREFSI |  | TVVQKADSGH |  | YHCSGIFQSP |
| GPGIPETASV |  | VAITVQELFP |  | APILRAVPSA |  | EPQAGSPMTL |  | SCQTKLPLQR |
| SAARLLFSFY |  | KDGRIVQSRG |  | LSSEFQIPTA |  | SEDHSGSYWC |  | EAATEDNQVW |
| KQSPQLEIRV |  | QGASSSAAPP |  | TLNPAPQKSA |  | APGTAPEEAP |  | GPLPPPPTPS |
| SEDPGFSSPL |  | GMPDPHLYHQ |  | MGLLLKHMQD |  | VRVLLGHLLM |  | ELRELSGHRK |
| PGTTKATAE  |  |            |  |            |  |            |  |            |

A: Аланін

C: Цистеїн

D: Аспарагінова кислота

E: Глутамінова кислота

F: Фенілаланін

G: Гліцин

H: Гістидин

I: Ізолейцин

K: Лізин

L: Лейцин

M: Метіонін

N: Аспарагін

P: Пролін

Q: Глутамін

R: Аргінін

S: Серин

T: Треонін

V: Валін

W: Триптофан

Задіяний у таких біологічних процесах як диференціація, поліморфізм, альтернативний сплайсинг. 
Локалізований у цитоплазмі.